# Team Fortress 2
Team Fortress 2 är ett flerspelarspel inom genren förstapersonsskjutare, och som utvecklades och gavs ut av Valve Corporation. Spelet är en uppföljare till Team Fortress Classic, och släpptes ursprungligen som en del av The Orange Box i oktober 2007 till Microsoft Windows, Xbox 360 och senare till Playstation 3. Spelet släpptes som ett fristående spel i april 2008 för Windows, och i juni 2010 för Mac OS samt i februari 2013 för Linux. De nedladdningsbara versionerna av Team Fortress 2 distribueras online genom Steam, medan Electronic Arts hanterar de fysiska versionerna och konsolversionerna.
Spelet går ut på att två lag möter varandra i olika spellägen där varje spelare kan välja att vara en av nio olika spelfigurer (i spelet kallade klasser). Spelets utveckling leddes av John Cook och Robin Walker, vilka skapade den originella Team Fortress-modifikationen till Quake. Team Fortress 2 tillkännagavs 1998 under namnet Team Fortress 2: Brotherhood of Arms. Till en början hade det spelet en mer realistisk och militärisk grafik och spelupplägg, men detta förändrades under den långa utvecklingen på nio år. Efter tillkännagivandet gavs ingen mer information på sex år, och Team Fortress 2 hamnade regelbundet på Wireds årliga lista över dunstvaror. Det slutfärdiga spelet fick istället en tecknadliknande grafik med influenser från Joseph Christian Leyendecker, Dean Cornwell och Norman Rockwell, där miljön påminner om 1960- och 1970-talets agent- och spionfilmer. 
Team Fortress 2 fick hyllning för sin konstnärliga grafik, spelupplägg, humor och välutvecklade spelfigurer. I juni 2011 blev spelet gratis att spela (så kallat free-to-play). Spelet stöttas däremot ekonomiskt med hjälp av mikrotransaktioner genom att spelarna kan köpa föremål inuti spelet.

## Spelupplägg
Som sina föregångare fokuserar Team Fortress 2 på två motsatta lag som båda kämpar för att uppnå ett huvudsakligt mål. Dessa två lag, Reliable Excavation & Demolition (RED) och Builders League United (BLU), representerar ett varsitt holdingbolag som var för sig kontrollerar samtliga regeringar i världen. Spelaren väljer en av de nio tillgängliga klasser som finns i båda lagen, där var och en har sina egna styrkor och svagheter. Trots att många av klassernas förmågor har förändrats från tidigare versioner av Team Fortress, finns fortfarande de grundläggande elementen kvar. Spelet släpptes ursprungligen med 6 officiella banor, men det har sedermera släppts 25 nya banor, 9 arenor och 4 träningsbanor via efterföljande uppdateringar. Därutöver har även ett flertal banor släppts som tillverkats av spelets gemenskap och inte av Valve. När en spelare ansluter sig till en bana för första gången visas en introduktionsfilm som beskriver banans mål. Under matchens gång utropar Administratören, en evigt missnöjd kvinna spelad av Ellen McLain, de olika händelser som sker i spelet via högtalare. Antalet spelare är begränsat till 16 stycken på Xbox 360 och Playstation 3. På PC kunde det ursprungligen endast finnas upp till 24 spelare samtidigt på en server, men 2008 uppdaterade Valve Team Fortress 2 så att man nu kan skapa servrar med upp till 32 spelare samtidigt. Tredjeparts-modifikationer gör det möjligt att spela upp till 36 spelare samtidigt på en server.
Team Fortress 2 var det första flerspelarspelet från Valve som började tillhandahålla detaljerad statistik om individuella spelare. Detta inkluderar exempelvis tiden som en spelare har spelat en viss klass som, högsta antalet poäng och flest erövringar eller vunna mål under ett liv. Statistiken jämförs kontinuerligt under en spelomgång, och visar hur spelaren förbättras i relation till förutgående statistik, så som att spelaren kom nära sitt rekord för mest skada gjord under en omgång. Team Fortress 2 har även ett flertal prestationer (tidigare kallat framsteg) som man får genom att utföra vissa handlingar, så som att få ett visst antal poäng eller vinna en omgång inom en begränsad tid. Klass-specifika prestationer har lagts till via uppdateringar som bland annat låser upp nya förmågor och vapen för klassen. Detta upplåsningssystem har sedermera utvecklats till ett lotterisystem där spelaren kan få nya föremål genom att helt enkelt spela spelet. Upplåsta prestationer och statistik från föregående spelade omgångar visas på spelarens profilsida via Steam eller Xbox Live.

### Spellägen
Spelets mål beror på vilket spelläge som används. Nästan alla spellägen delas in i vanligt spel och tävlingsinriktat spel.

#### Huvudspellägen
- Erövra Flaggan: Målet för båda lagen är att få tag på en informationsportfölj som finns i fienders bas och föra den till det egna lagets bas samtidigt som man försöker förhindra motståndarna att göra detsamma.[27] Om portföljen tappas, antingen då bäraren dör eller släpper den medvetet, måste en annan spelare plocka upp den inom en minut innan den automatiskt flyttas tillbaka till dess hemmabas. Ett lags portfölj kan bara tas och bäras av motståndarlaget. För att vinna måste ett lag hämta hem moståradrens portfölj tre gånger.[28]

- Kontrollpunkter: är ett spelläge som går på tid och där flera kontrollpunkter är placerade på en bana. Oftast är det tre eller fem kontrollpunkter beroende på bana, och de benämns då som "3CP" eller "5CP". En spelomgång startas med att de närmaste kontrollpunkterna för ett lag är redan tagna till sin fördel, och att den mittersta kontrollpunkten är neutral som båda lagen ska försöka ta över. När den mittersta kontrollpunkten har tagits över av ett lag kan det laget fortsätta ta över motståndarlagets kontrollpunkter, men likaså kan motståndarlaget fortsätta försöka ta över den mittersta kontrollpunkten. Tidsgränsen ökas för varje gång en kontrollpunkt tas över. För att ett lag ska vinna måste de ta över alla kontrollpunkter inom tidsgränsen.[29] För att ta över en kontrollpunkt måste en spelare stå på den kontrollpunkten under en kort stund, och ju fler lagkamrater som står på samma kontrollpunkt ju snabbare tas den över.

- Attack/Försvar: är en variant av Kontrollpunkter, där det blåa laget ska försöka ta över alla kontrollpunkter som redan ägs av det röda laget. Antalet kontrollpunkter varierar beroende på bana, och det blåa laget måste ta kontrollpunkterna i en bestämd ordning. När det blåa laget har tagit över en kontrollpunkt kan den inte tas tillbaka av det röda laget. Röda lagets uppgift är att förhindra blåa laget från att ta över alla kontrollpunkter inom en tid. Tiden utökas när en kontrollpunkt tas över.[29]

- Herre på Täppan: introducerades av Valve den 13 augusti 2009. I detta läge tävlar båda lagen om att försöka ta över en enda kontrollpunkt som ligger i mitten av en bana. När ett lag har tagit över den kontrollpunkten börjar en nedräkning för det laget, och målet är att få nedräkningen fullbordad (alltså att få tiden ner till noll). Motståndarlaget kan närsomhelst ta över kontrollpunkten och få sin tid nedräknad. I detta fall stannar nedräkningen för det egna laget. Det lag som först får sin tid ner till noll vinner.[30]

- Bomblast: introducerades för första gången i april 2008 i och med banan "Gold Rush".[31] I detta läge ska det attackerande blåa laget eskortera och knuffa en spårburen vagn som är lastad med en bomb, genom ett antal kontrollpunkter och slutligen detonera den i motståndarnas bas. Det försvarande röda laget ska samtidigt försöka förhindra att vagnen når sin slutdestination inom en bestämd tid. För att knuffa vagnen måste en blå spelare vara inom vagnens räckvidd, vilket kommer också att ge hälsa och ammunition till spelaren. Vagnens fart ökas om fler blåa spelare är med och knuffar. Banor i detta läge har flera speciella kontrollpunkter. När vagnen når dessa kontrollpunkter ändras stället där spelarna återupplivas, för båda lagen. När en kontrollpunkt har övertagits ökas också tidsgränsen. Om ingen knuffar vagnen inom 20 sekunder börjar den att rulla bakåt till den senaste kontrollpunkten. I fall en röd spelare är inom vagnens räckvidd kan vagnen inte knuffas framåt. Det blåa laget vinner om de lyckas nå slutdestinationen med vagnen, och det röda laget vinner om de lyckas förhindra vagnen från att nå sitt mål tills tiden går ut.[32]

#### Alternativa spellägen
Det finns flera alternativa spellägen i Team Fortress 2. Dessa spellägen har bara ett fåtal banor och skiljer sig från huvudspellägena.
- Arena: är ett så kallat dödsmatch-läge. Banorna i detta läge är mindre och en dödad spelare förblir död tills matchen är slut. Ett lag vinner genom att eliminera alla i motståndarlaget eller ta över den centrala kontrollpunkten som blir tillgänglig efter en viss tid. Arena introducerades med uppdateringen som kom i augusti 2008.[33] Detta spelläge går inte att spela genom matchmaking,[b] men är fortfarande tillgängligt via gemenskapsservrar.

- Mannskraft: är ett läge där spelare har tillgång till en änterhake, och olika power ups som ligger utspridda på banan.[34] Egentligen finns det inget specifikt spelläge, men alla nuvarande officiella Mannskraft-banor är en variant av Erövra Flaggan. Här ska spelare erövra motståndarlagets portfölj tio gånger för att vinna. Spelläget är starkt inspirerat av Quake-modifikationen Threewave CTF, som skapades av tidigare Valve-anställde David Kirsch.[35]

- Medeltida läge: I en uppdatering den 17 december 2010 lades ännu en kontrollpunktsvariation till, kallad Medeltida läge. Under detta läge begränsas spelarna till att endast använda närstridsvapen och pilbågar.[36][37] Spelläget är egentligen en variation av 3CP och Attack/Försvar, där det i dagsläget finns endast en bana.

- PASS Time: är ett unikt spelläge som påminner om rugby, och som utvecklades av Valve, Bad Robot Productions och Escalation Studios.[38] Tre enskilda mål, kallade Run-In, Throw-In och Bonus Goals, finns placerade på varje lags sida om banan. En boll, kallad JACK, ligger placerad i mitten av banan, och spelare ska försöka ta den och bära den till motståndarlagets sida. En spelare kan göra ett mål på två sätt: bära bollen genom Run-In eller kasta bollen genom Throw-In. För att få tre mål kan spelaren kasta bollen genom Bonus Goals, men det är mycket svårt. För att ett lag ska vinna måste de antingen få fem mål eller ha flest mål när tiden är slut.

- Bomblopp: är en variation av spelläget Bomblast där båda lagen ska eskortera och knuffa en varsin bombvagn längs en symmetrisk bana (antingen en parallell eller motsatt). Det finns ingen tidsgräns, och de båda lagen får tävla om vem som når först med sin vagn till slutdestinationen, som också är den enda kontrollpunkten. Bomblopp introducerades i maj 2009 med banan "Pipeline".[39]

- Spelarförstörelse: är ett gemenskaps-skapat spelläge där en död spelare släpper ifrån sig ett litet objekt eller ikon som andra spelare (oavsett lag) kan plocka upp. Det lag som först samlar in tillräckligt med många sådana objekt och levererar dem till en lämningsplats vinner spelet. Varje lags spelare med flest upphämtade objekt får en helande effekt, både för sig själva och lagkamrater i närheten. Spelaren med flest objekt blir också extra synliga (genom exempelvis väggar) för alla spelare oavsett lag.

- Specialleverans: är ett läge som liknar Erövra Flaggan, men där det finns bara en neutral portfölj som kan plockas upp av de både röda och blåa lagen. När ett lag har plockat upp portföljen blir den tillfälligt lagets portfölj, även om bäraren dör eller släpper den. En tappad portfölj fortsätter således att bli lagets ägande tills någon från samma lag plockar upp den inom 45 sekunder. Om ingen plockar upp portföljen inom den tiden återgår portföljen automatiskt till sin ursprungliga plats och blir neutral igen. För att vinna måste ett lag bära portföljen till en plattform som stegvis höjs så länge bäraren är på den, tills plattformen når toppen.[40]

- Territoriell Kontroll: är en mer komplex variation av spelläget Kontrollpunkter och introducerades med banan "Hydro". Territoriell Kontroll består av flera kontrollpunkter (kallade territorier) som är utspridda på en bana. En kontrollpunkt kan tas över av röda eller blåa laget, och bara två kontrollpunkter är tillgängliga åt gången. Efter att ett lag har övertagit en kontrollpunkt slutar den rundan och de tillgängliga kontrollpunkterna ändras. När alla kontrollpunkter är erövrade av ett lag, kan de gå till direkt attack mot motståndarnas bas.[27] Om motståndarlaget lyckas försvara sin bas (under en viss tid) får de tillbaka en av deras kontrollpunkter. Ett lag vinner om de övertar alla kontrollpunkter och slutligen motståndarens bas.[29]

#### Övriga spellägen
Dessa spellägen är inte kategoriserade med de andra spellägena, utan istället har de egna separata sektioner i spelet.
Halloween event eller Scream Fortress är ett speciellt spelläge eller evenemang som inträffar under varje halloween, där spelare kan ansluta sig till fler än 20 banor med halloween-tema som inkluderar uppdrag. Till exempel halloween 2012 ingick ett svårt uppdrag som gick ut på att döda fler än 800 fientliga zombierobotar på spelläget Mann mot maskin. Halloween event blev väldigt populär och efterfrågad, och därför lade Valve senare till ett fullmåne-läge som aktiveras under varje fullmånefas och som då tillåter spelare att bära halloween-kosmetiska objekt. Under 2013 introducerade Valve ett objekt, kallat Eternaween, som ger spelare möjlighet (efter omröstning i en server) att aktivera spelläget i två timmar.
Mann mot maskin är ett kooperativt spelläge där max sex spelare måste försvara sin bas från flera attackomgångar. Attackerna utförs av robotar som är modellerade efter alla de nio klassfigurerna, men består också av långsamma stridsvagnar som transporterar en bomb. Nerslagna robotar och stridsvagnar släpper ifrån sig pengar, kallade Credits, som spelaren kan använda för att köpa uppgraderingar, både till spelaren själv och dennes vapen. För att vinna spelet måste basen försvaras tills den sista omgången har utförts. En betalversion av spelläget, kallad Mann Up, är också tillgänglig, där spelaren får köpa biljetter för att spela Tours of Duty. Den innehåller flera uppdrag, och om spelaren utför dessa finns det chanser att vinna unika kosmetiska objekt och vapen.
Offline-Träning fungerar som ett vanligt flerspelarläge, men består endast av en spelare och bottar. Antalet bottar, deras svårighetsnivå och banor kan ändras efter spelarens önskemål. Dock är bara vissa spellägen och banor tillgängliga för att spela i Offline-Träning.
Grundläggande Träning finns att tillgå för nybörjare, vilket hjälper nya spelare att bekanta sig med grundläggande kontroller samt lära sig hur fyra av de nio klasserna fungerar. Skyltdockor av trä och bottar används som hjälpmedel.

### Klasser (spelfigurer)
Det finns nio unika spelfigurer som kallas klasser i Team Fortress 2, dessa kategoriseras in i anfall, försvar och understöd. Varje klass har minst tre vapen: ett unikt primärt vapen; ett vanligare sekundärt vapen, såsom hagelgevär eller pistol; och ett närstridsvapen som passar ihop med klassfiguren, till exempel Demonmans spritflaska eller Pyros brandyxa. Valve har betonat sitt fokus på att balansera spelet när de planerade klassfigurerna. Varje klass har sina egna styrkor och svagheter som leder till ett beroende av de andra klasserna för att vara effektiv. Detta tvingar spelandet till ett mer strategiskt tänkande och ett ökat utnyttjande av lagarbete än vad som skulle finnas om en klass hade överlägsna fördelar.

#### Anfall
De tre anfallarklasserna är Spanare, Soldat och Pyro. Spanaren (spelad av Nathan Vetterlein) porträtteras som en snabb-talande baseboll-fan från Boston, USA. Han är snabb, vig och beväpnad med ett avsågat hagelgevär, en pistol och ett basebollträ. Spanaren är kapabel att utföra ett dubbelhopp och kan även ta över kontrollpunkter och putta bombvagnen dubbelt så fort som sina lagkamrater, däremot kan han inte utstå mycket skada. Soldaten (spelad av Rick May) däremot tål mer, men är följaktligen långsammare. Han är en stereotyp amerikansk soldat och är beväpnad med ett raketgevär, hagelgevär och en spade. Raketgeväret kan användas till ett så kallat "raket-hopp", detta är när spelaren avfyrar sitt raketgevär rakt ner i marken under sig och samtidigt hoppar. Resultatet från detta är att kraften från smällen ger spelaren extra fart och kan på så sätt hoppa högre och längre sträckor, en spelmekanik som liknar den i Quake. Den slutliga anfallarklassen är Pyro (spelad av Dennis Bateman). Klädd i en brandsäker dräkt och en gasmask är Pyro beväpnad med en eldkastare som kan sätta eld på andra spelare och kan producera en tryckvåg med hjälp av tryckluft. Denna tryckvåg kan i sin tur rikoschettera projektiler, blåsa iväg motståndare och släcka brinnande spelare i det egna laget. Pyro är även beväpnad med ett hagelgevär och en brandyxa.

#### Försvar
De försvarande klasserna består av Demoman, den Tunga Artilleristen och Ingenjören. Demoman (spelad av Gary Schwartz) är en svart, enögd skotte med stora alkoholproblem. Beväpnad med en granattillsats och en klisterbombskastare kan han åstadkomma indirekt skada på fienders position. Den Tunga Artilleristen (även han spelad av Gary Schwartz) är en stereotyp ryss med stort omfång, grov brytning och är så fäst vid sina vapen att han ger dem mänskliga namn. Den Tunga Artilleristen kan ta mer skada än någon annan klass, och kan öka hälsan än mer genom att äta mat såsom Sandvich [så!] och Dalokohs-kaka. Han kan åstadkomma en nästan osannolik mängd eldkraft men är långsam, både på grund av sitt omfång men även av sin minigun. Ingenjören (spelad av Grant Goodeve) porträtteras som en avslappnad och intellektuell "Good ol' boy" från Texas. Ingenjören är kapabel till att bygga ett antal olika konstruktioner för att stödja sitt lag: ett automatiskt vaktgevär för att skydda nyckelpositioner, ett hälso- och ammunitionsuttag och två sammanlänkade teleportrar.

#### Understöd
Som understöd finns klasserna Sjukvårdare, Krypskytt och Spion. Sjukvårdaren (spelad av Robin Atkin Downes) är en tysk doktor från Stuttgart med lite hänsyn till Hippokrates ed och är ansvarig för att hålla sina lagkamrater vid liv. Sjukvårdaren är beväpnad med ett "Hälsovapen" för att hela sina lagkamrater och kan göra dem tillfälligt osårbara när Sjukvårdarens ÜberLaddning är full. Han är även beväpnad med ett "Sprutgevär" och en bensåg. Krypskytten (spelad av John Patrick Lowrie) är en gladlynt australiensare från Australiens utmarker som har rationaliserat sitt arbete. Han är beväpnad med ett prickskyttegevär med lasersikte för fiender på långt håll, en kulsprutepistol för närstrid och en kukri för riktiga närstrider. Den sista understödsfiguren är den franske gravallvarlige Spionen (även han spelad av Dennis Bateman). Förutom sin revolver har han även en mängd hjälpmedel: en klocka som kan göra honom tillfällig osynlig, en elektronisk "sapper" som kan användas till att sabotera motståndarnas automatiska vaktgevär, och en anordning i hans cigarettetui som ger honom förmågan att förklä sig som vilken annan spelare i det egna eller motståndarnas lag. Han kan även använda sin balisong till att hugga fiender i ryggen, vilket omedelbart dödar dem.

#### Icke-spelbara figurer
Under en pågående match kan spelaren ibland få höra den kvinnliga Administratören (röst av Ellen McLain) som utropar information om olika händelser, till exempel kvarvarande tid av matchen och om en kontrollpunkt eller portfölj har övertagits. Hon har också en assistent, Miss Pauling (röst av Ashly Burch). Under halloween-uppdateringar har andra icke-spelbara figurer tillkommit, såsom Hästlöse Huvudlöse Hästmannen (en parodi på den huvudlösa ryttaren i The Legend of Sleepy Hollow) och Monoculus, båda med röst av Schwartz. Mellan 2012 och 2013 tillkom Merasmus, Blutarch, Redmond och Zepheniah Mann, alla spelade av Nolan North. Rollfiguren Davy Jones (röst av Calvin Kipperman) framträdde 2018 på banan "Cursed Cove".

### Tävlingsinriktat spel
Team Fortress 2 spelas också som ett tävlingsinriktat spel (e-sport). Den nordamerikanska ligan ESEA League stödjer eller sponsrar en betald Team Fortress 2-liga, där den totala prispotten låg på 51 500 dollar för topplagen 2017. Team Fortress 2 inom e-sport har flera olika spelformer, till exempel Highlander (nio spelare per lag, en av varje klass), Prolander (7 mot 7) och 6 mot 6. Tävlingsinriktat spelupplägg skiljer sig mycket från vanliga Team Fortress 2 då det innehåller mycket högre samarbete än på vanliga öppna servrar. De flesta tävlande lag använder röstsamtal för att kommunicera, och en kombination av strategi, kommunikation och uppsatta mål för att vinna mot andra lag. Vissa tävlingsinriktade spelupplägg och ligor kan ha förbud på en del objekt (till exempel ett visst vapen) och begränsningar på en del klasser. Ligor stöds ofta av Valve med fiktiva medaljer (via Steam Workshop) och annonsering på spelets officiella webbplats.
I april 2015 meddelade Valve att ett dedikerat tävlingsinriktat spelläge kommer att komma, vilket använder spelarens erfarenhet för att sammanslutas till ett spel. Ett slutet betatest påbörjades året därefter. Den 7 juli 2016 blev det tävlingsinriktade spelläget tillgängligt via "Meet Your Match"-uppdateringen. Matcher i det spelläget spelas som 6 mot 6, och där spelare rangordnas i 13 nivåer som baseras på tidigare vinster, förluster och erfarenhet.
En rankad matchmaking balanserar spelare utifrån deras nivå så att lagen blir så jämna som möjliga. En liknande matchmaking har även lagts till i det vanliga spelsättet för matcher på 12 mot 12. För att kunna ansluta sig till ett tävlingsinriktat spelläge måste spelaren ha lagt till "Steam Guards mobilautentiserare" på sitt Steamkonto samt ha ett "premiumkonto" på Team Fortress 2. Premiumkontot fås antingen genom att ha köpt spelet innan det blev gratis, eller efter att ha köpt ett objekt i spelet.

## Utveckling och historia

### Ursprung
Det första och ursprungliga Team Fortress utvecklades av Robin Walker och John Cook, och var då en gratis modifikation till datorspelet Quake från 1996. År 1998 blev Walker och Cook anställda av Valve som hade just släppt sitt första spel, Half-Life. Valve började då att utveckla Team Fortress 2 som ett fristående spel, driven av spelmotorn Goldsource. Under 1999 släppte Valve spelet Team Fortress Classic, vilket är en portering av det ursprungliga Team Fortress, som en gratis modifikation till Half-Life. Team Fortress Classic utvecklades med hjälp av Half-Lifes Software Development Kit för att främja dess förmåga och flexibilitet till modifikationsutvecklare och spelbranschen.
Till skillnad från det ursprungliga Team Fortress planerade Valve från början att Team Fortress 2 skulle ha en mer realistisk och militär spelstil. Det skulle ha innehållit en kommandohierarki, med bland annat klassfiguren Befälhavaren och många andra innovationer. Befälhavaren hade då fått spela spelet som en realtidsstrategi, där spelaren utfärdar order till andra spelare och AI-kontrollerade soldater.
Team Fortress 2 visades upp för första gången på Electronic Entertainment Expo 1999, där Vavle presenterade ny teknik med flera grafikförbättringar. Spelet fick utmärkelser för bland annat bästa flerspelarspelet och bästa actionspelet.
I mitten av 2000 meddelade Valve att Team Fortress 2 hade försenats för en andra gång på grund av ett byte till den nya spelmotorn Source. Efter detta uttalande gav Valve inga fler nyheter om spelet på sex år. Under tiden arbetade Walker och Cook med andra Valveprojekt: Walker var projektledare för Half-Life 2: Episode One och Cook arbetade med Valves distributionssystem Steam. Team Fortress 2 började alltmer att framstå som ett typiskt exempel av en dunstvara, ett efterlängtat spel med alltför lång utvecklingstid, och nämndes ofta tillsammans med ett annat mycket försenat spel, Duke Nukem Forever. Enligt Walker hade Valve byggt "tre till fyra" olika versioner av Team Fortress 2 innan de bestämde för den slutgiltiga designen. Kort innan utgivningen av Half-Life 2 från 2004, bekräftade Valves marknadschef Doug Lombardi att Team Fortress 2 fortfarande var i utveckling.

### Slutgiltiga designen
Valve gjorde en ny framvisning av Team Fortress 2 i juli 2006 på EA:s somriga utställning, där det hade fått ett helt annat visuellt utseende och design. Till skillnad från andra Valvespel, som har mer realistisk grafik, utmärktes Team Fortress 2 för en mer tecknad och humoristisk stil som har påverkats av 1900-talets kommersiella illustrationer med inspiration från Joseph Christian Leyendecker, Dean Cornwell och Norman Rockwell. Spelet debuterades tillsammans med Half-Life 2: Episode Two och spelmotorn Sources nya teknik för dynamisk ljussättning, skuggning och en del andra tekniker.
Under den nio år långa utvecklingsfasen genomgick spelet en metamorfos, Valve hade övergivit den realistiska stilen när det blev omöjligt att förena den med det orealistiska spelupplägget. Befälhavar-klassen togs bort då spelare förmodligen inte skulle följa order.
Valve utformade varje figurklass, lag och utrustat vapen så att de tydligt syns, även på långt håll. Rösterna från varje klass är baserade på hur människor från 1960-talet skulle ha sagt och låtit, enligt spelets författare Chet Faliszek.
Banorna är många gånger designade i ett "ondskefullt geni"- och "supermakt"-tema med arketypiska spionfästningar som är dolda i obetydliga byggnader, till exempel industrilager och gårdar, omgivna av någon annan neutral temamiljö. Lagens baser döljer ofta överdrivna supervapensutrustningar, såsom laserkanoner, kärnvapen och robotsystem. Banorna har inte så mycket oreda, utan är snarare rena och impressionistiskt modellerade, så att fiender lättare upptäcks. Den impressionistiska designen påverkar också spelets texturer, som baseras på foton som har filtrerats och förbättrats för hand, vilket ger dem en speciell kännbar kvalitet och gett Team Fortress 2 dess tydliga och unika utseende. Lagernas baser är utformade för att spelaren ska lätt och omedelbart veta var den befinner sig. Det röda lagets baser har varma färger, naturligt material och trubbvinkliga former, och det blåa lagets baser har kalla färger, industriellt material och vinkelräta former.

### Utgivning
I juli 2006, under en presskonferens av Electronic Arts, tillkännagav Valve att Team Fortress 2 kommer att levereras som ett flerspelarspel i The Orange Box. Under konferensen visades en trailer som presenterar alla de nio klasserna, vilket blev spelets första framvisning av dess egendomliga och nya stil. Valves verkställande direktör Gabe Newell sa att företagets mål var att skapa "det snyggaste och bästa klassbaserade flerspelarspelet". Den 17 september 2007 släpptes en betaversion av Team Fortress 2 på Steam för de som hade förhandsbokat The Orange Box, respektive för de som hade aktiverat en Black Box-kupong (ingick vid köp av ATI Radeon HD 2900 XT-grafikkort). Betaversionen fortsatte tills det riktiga spelet kom ut.
Team Fortress 2 släpptes den 10 oktober 2007, både som ett fristående nedladdningsbart spel på Steam och som en del av det fysiska The Orange Box på butik. The Orange Box innehåller också Half-Life 2, Half-Life 2: Episode One, Half-Life 2: Episode Two och Portal. Valve erbjöd The Orange Box med tio procents rabatt för de som förhandsbokade det via Steam före den 10 oktober.

### Efter utgivningen
Sedan Team Fortress 2 släpptes har Valve kontinuerligt släppt gratis uppdateringar och programfixar via Steam för Windows, OS X och Linux. De flesta programfixarna har varit för att förbättra programvarans tillförlitlighet och mindre justerande speländringar, men det har också varit flera uppdateringar som har introducerat nya funktioner och spellägen, vilka har marknadsförts som tecknade serier och videor på spelets officiella webbplats. Webbplatsen fungerar också som en blogg för att uppdatera spelare med pågående utveckling i Team Fortress 2. Från och med juli 2012 har varje klass fått en särskild uppdatering som tillhandahåller nya vapen, föremål och andra speländringar. Flesta av dessa klassuppdateringar framträddes i "Meet the Team"-videor. Andra stora uppdateringar har till exempel varit spellägena Bomblast, Bomblopp, Träningsläge, Medeltida läge och Mann mot maskin. Uppdateringar med olika teman har också släppts, såsom det årliga halloween-spelläget "Scream Fortress" där spelare kan få och använda unika föremål som endast är användbara under en viss period kring högtiden. Andra nya funktioner som har tillkommit är möjligheten att skapa nya föremål från andra föremål i spelet, att byta föremål med andra spelare, att köpa föremål i spelet med pengar genom Steam och att spara samt redigera videor som kan laddas upp på Youtube.
Valve har släppt verktyg som spelare kan använda för att skapa egna banor, vapen och andra kosmetiska objekt, vilka spelaren sedan kan ladda upp på en webbplats. De populäraste föremålen eller objekten har möjlighet att bli inkluderade som officiellt innehåll i spelet. Denna funktion har gett grunden till vad som idag kallas Steam Workshop. Skapare av dessa föremål får också en del av inkomsterna vid försäljningen. I juni 2013 rapporterade Valve att över 10 miljoner dollar hade betalats tillbaka till över 400 användare som hade hjälpt till med att skapa nytt innehåll till spelet. För att främja skaparnas arbete har Valve också släppt tidsbegränsade evenemang, till exempel "Gun Mettle" och "Invasion"-tillställningarna som varade under den andra halvan av 2015. I dessa evenemang har spelare kunnat betala en liten summa pengar som betalas tillbaka till skaparna, och där spelarna har då möjlighet att få unika föremål på de nyskapade banorna under evenemangsperioden.
Införandet av nytt innehåll till Xbox 360 har tidigare bekräftats, men senare avbrutits i tystnad, och för Playstation 3 ansåg Valve att det var "osäkert". Playstation 3-versionen av Team Fortress 2 fick dock en uppdatering som reparerade några av de problem som fanns i spelet, allt från grafiska problem till anslutningsproblem i flerspelarläget. Uppdateringen ingick i en programfix som också reparerade problem i de andra spelen av The Orange Box. De uppdateringar som har släppts på pc och som planerades att släppas för Xbox 360, innehåller nya officiella banor, spellägen, justeringar till klasserna och nya vapen som kan fås genom att utföra spelets prestationer. Valve försökte förhandla med Xbox 360-utvecklaren Microsoft om att släppa dessa uppdateringar gratis på Xbox 360, men Microsoft vägrade och Valve meddelade att de skulle istället släppa stora sammanbundna uppdateringar för att rättfärdiga priset. På grund av dessa uppgraderingskostnader hos den sjunde generationens konsoler, har Valve inte kunnat tillhandahålla ytterligare uppdateringar och programfixar för Xbox 360-versionen sedan 2009, vilket egentligen är ett avslut från Valves sida att uppdatera och utveckla spelet på konsolversionerna.
Den 10 juni 2010 släpptes Team Fortress 2 för Mac OS X, kort efter att Steam släpptes på samma operativsystem. Macversionens utgivning gjorde ett skoj av en bild som liknar de tidigare Ipod-reklamen, där den visar en svart silhuett av den Tunga Artilleristen framför en ljusgrön bakgrund med hans sandwich belyst i handen. Virtuella hörlurar (kosmetiska objekt) gavs till spelare som spelade spelet på Mac före den 16 augusti, men de kan bäras av en spelare oavsett om spelet spelas på Windows eller Mac.
Den 6 november 2012 meddelade Valve att Team Fortress 2 kommer att komma ut för Linux, och det som en del av en begränsad betaversion av att Steam skulle bli tillgänglig för samma operativsystem. Den första utgivningen av Steam och Team Fortress 2 var till för Ubuntu med stöd för andra distributioner som planerades för framtiden. Senare den 20 december 2012 öppnade Valve tillgången till betan, inklusive Team Fortress 2, för alla Steam-användare. Den 14 februari 2013 släpptes den fullständiga versionen av Team Fortress 2 för Linux. Mellan det datumet och den 1 mars kunde alla som spelade spelet på Linux få en gratis Tuxpingvin som ett kosmetisk objekt i spelet.
I mars 2013 tillkännagavs att Team Fortress 2 skulle bli det första spel som officiellt stödjer VR-glasögonen Oculus Rift. En programfix kommer då att släppas, vilken innehåller ett VR-läge som kan användas med VR-glasögonen på vilken offentlig server som helst.
Under april 2020 läcktes källkoderna för 2018-versionerna av Team Fortress 2 och Counter-Strike: Global Offensive. Detta skapade en rädsla för att skadliga användare skulle använda koden för att skapa programvara som kunde fjärrstyra och attackera servrar eller spelares datorer. Valve bekräftade kodläckan, men uppgav att de inte tror att den påverkar servrar och spelare som använder de senaste officiella versionerna av spelen.
Den 1 maj 2020, några veckor efter att soldatens röstskådespelare Rick May hade dött, släppte Valve en uppdatering som innehöll en hyllning för hans arbete som soldaten. Hyllningen bestod av ett nytt huvudmenytema som liknade Taps, samt att statyer av soldaten hade placerats ut på de flesta officiella banorna i spelet. Statyerna hade en minnesplatta tillägnad åt May. Hyllningen varade till slutet av månaden.

#### Byteshandel
I Team Fortress 2 kan spelare byta objekt med andra spelare, till exempel vapen, kosmetiska föremål, hån och verktyg. Vapen och verktyg kan förändra och påverka spelandet på olika sätt, då vissa av dessa objekt har en annan effekt och därmed tillåter en annan spelstil. Kosmetiska föremål har däremot ingen inverkan på spelandet, utan bara ändrar spelfigurens utseende i spelet.
I slutet av 2011 rapporterade den datorspelsinriktade webbplatsen Kotaku att Team Fortress 2:s handelsekonomi var värd över 50 miljoner dollar. Dessutom har många enskilda objekt nått enorma nivåer av verkligt värde, ett särskilt exempel är en hatt (kosmetisk föremål) som såldes för 24 380 australiska dollar.
Tredjepartswebbsidor har skapats för att hjälpa användare och spelare att byta med varandra, samt avgöra värdet för många av de objekt som finns i Team Fortress 2. Vissa objekt, såsom lådnycklar, metall och hörlurar (dem från Macutgivningen), brukar användas som valuta för övriga objekt.
Den 25 juli 2019 råkade ett programfel hamna i en uppdatering som garanterade spelare en ovanlig hatt, vilken är ett av de sällsyntaste kosmetiska föremålen i spelet och som en spelare normalt har en procent chans att få om spelaren öppnar en virtuell låda. Detta skadade ekonomin i spelet och orsakade att ovanliga hattar sjönk enormt i värde. Händelsen har fått smeknamnet "The Crate Depression" av många spelare, en ordlek av "crate" (som de virtuella lådorna heter på engelska i spelet) och "The Great Depression". Valve skickade ut en programfix dagen efter och spärrade tillfälligt av spelare från att sälja och byta med dessa ovanliga hattar. Senare tillkännagav Valve i ett officiellt uttalande den 2 augusti 2019 att den spelare som lyckades först få tag på en ovanlig hatt genom detta programfel skulle få behålla den i ett normalt tillstånd (alltså att hatten går att sälja och byta), men att alla andra hattar därefter skulle bli permanent osäljbara och obytbara, och därmed kommer bara den första ägaren att kunna använda hatten.

#### Gratis att spela
Den 23 juni 2011 meddelade Valve att Team Fortress 2 kommer att bli gratis att spela. Unika objekt, såsom vapen och kläder (kosmetiska objekt) kommer att bli tillgängliga genom mikrotransaktioner i spelets butik som är bunden till Steam. Walker uppgav att Valve skulle fortsätta att tillhandahålla nya funktioner och objekt gratis. Vidare sa Walker att Valve har lärt sig att ju fler spelare Team Fortress 2 hade, desto mer värde hade det för varje spelare.
Initiativet kom en vecka efter att Valve hade introducerat flera gratis tredjepartsspel på Steam, och uppgav att de arbetade med ett nytt kostnadsfritt spel. Inom nio månader efter att Team Fortress 2 hade blivit gratis att spela rapporterade Valve att intäkterna från spelet hade ökat med en faktor tolv.

#### Botproblem under 2020
I början av april 2020 fick Team Fortress 2 uthärda stora mängder botkonton eller botspelare som anslöt sig till vanliga matchmaking-servrar. Även om botkonton har varit ett stort och känt problem långt tidigare, började källor rapportera om en ökad aktivitet för dessa konton. Många av dessa bottar var "lagg-bottar" som utnyttjade servrarnas kraschmekanismer, samt en del som var "skräpkommenterande bottar". I juni började många nya bottar att använda aimbot och skräpkommentarerna blev allt grövre i innehåll.
Den 16 juni 2020 svarade Valve på den pågående krisen genom att begränsa konton, som inte hade köpt ett objekt i spelets butik, från att använda röst- och textchatten i spelet. Den 24 juni blev även dessa begränsade konton förhindrade att ändra sina Steam-användarnamn när de samtidigt är anslutna till Team Fortress 2. Vissa medlemmar i Team Fortress 2-gemenskapen agerade i sin tur med att utveckla "Hackarpolis"-bottar eller "Utrotnings"-bottar, vilka är programmerade för att upptäcka och attackera spelare som kontrolleras av botkonton.

## Marknadsföring
För att marknadsföra spelet släppte Valve en reklamserie med tio videor, kallad "Meet the Team", där den första visades i maj 2007. Videorna är skapade med hjälp av Source Filmmaker och har lite mer detaljerade figursmodeller. I varje video, som är korta, presenteras en enskild klassfigur som berättar lite om sig själv och taktik, blandat med scener där figuren är i strid. Presentationerna av dem kan variera mycket, till exempel den första videon, "Meet the Heavy", framställs mer som en intervju med den ryske vapenälskande tunga artilleristen, medan "Meet the Soldier" visar hur soldaten håller en felinformerad föreläsning om Sun Zi, som blandas ihop med berättelsen om Noas ark, inför en publik av döda huvuden från motståndarlaget. Videoklippen släpptes via Valves officiella Youtubekanal, men i ett undantag läcktes videon "Meet the Spy" på Youtube flera dagar innan det var tänkt.
De första "Meet the Team"-videorna baserades på provmanus som alla klassfigurer hade. I den första videon, "Meet the Heavy", är manuset en nästan ren kopia av den tunga artilleristens provmanus. Videor som kom ut senare, till exempel "Meet the Sniper", innehåller mer nyinspelat material. Videorna har använts av Valve för att förbättra spelets teknik, särskilt ansiktsanimationerna, samt fungerat som en källa till nya spelobjekt, till exempel tunga artilleristens "Sandvich" och krypskyttens "Jarate". Den sista videon i serien, "Meet the Pyro", släpptes den 27 juni 2012. Newell har sagt att Valve använder "Meet the Team"-videorna som ett sätt att utforska möjligheten att själva göra längre filmer. Han tror att endast spelutvecklare själva har förmågan att ta med de intressanta delarna av ett spel till en film och föreslog att detta skulle vara det enda sättet för att göra en film baserad på Half-Life. Den 17 juni 2014 släpptes en video på 15 minuter, kallad "Expiration Date". Alla videoklipp har skapats med hjälp av Source Filmmaker som är officiellt öppen sen den 11 juli 2012.
I senare och stora uppdateringar av spelet har Valve presenterat teaser-bilder och webbserier som utökar det fiktiva universumet om Team Fortress 2. I augusti 2009 anställdes den amerikanske serietecknaren Michael Avon Oeming för att lära Valve "om vad det innebär att ha en rollfigur och göra karaktärsutveckling i ett komiskt format, hur man skapar berättande". "Loose Canon" är en webbserie förknippad med "Engineer Update", och som berättar hur kriget mellan blåa och röda laget startade, vilket grundar sig i Zepheniah Manns sista testamente som tvingar hans två krångliga söner (Blutarch och Redmond) att tävla om kontrollen över Zepheniahs områden. Denna och andra serier har också skapat andra bakgrunder för rollfigurer, till exempel Saxton Hale som är VD för "Mann Co.", ett företag som tillhandahåller vapen för de båda lagen och som testamenterades till en av Hales förfäder av Zepheniah. Ett annat exempel är Administratören som övervakar och uppmuntrar till den röd-blåa konflikten. De samlade serierna publicerades av Dark Horse Comics i Valve Presents: The Sacrifice and Other Steam-Powered Stories, ett band som släpptes i november 2011 och även innehåller andra serier från Portal 2 och Left 4 Dead. Mellan 2010 och 2012 uppstod fler och fler detaljer i uppdateringar (både i spelet och på Valves webbplats) som var en del av ett alternativt verklighetsspel, vilket tillkännagavs som det kooperativa spelläget Mann mot maskin den 15 augusti 2012.
Valve har tillhandahållit andra kampanjer för att locka till fler spelare till Team Fortress 2, till exempel helger där det har varit gratis att spela (innan det blev permanent gratis att spela spelet). Genom olika uppdateringar har hattar och accessoarer tillkommit, vilka kan bäras av spelarens klasser för att ändra utseendet. En extrem sällsynt hatt kallas "ovanlig" och har partikeleffekter på sig, och sådana hattar kan bara fås genom att öppna "crates" (virtuella lådor) eller att byta till sig en sådan med en annan spelare. Även nya vapen och utrustningar har lagts till i uppdateringar så att spelaren kan välja en egen typ av uppsättning och spelstil.
Hattar och vapen kan fås genom att bara spela spelet, genom att skapa dem från andra föremål, genom att byta till sig dem, genom att utföra prestationer eller genom kampanj. Vissa begränsade hattar och vapen har tilldelats genom köp eller utförda uppgifter i andra spel, till exempel Left 4 Dead 2, Alien Swarm, Sam & Max: The Devil's Playhouse, Worms Reloaded, Killing Floor och Poker Night at the Inventory (där det sistnämnda innehåller den Tunga Artilleristen som en rollfigur). Enligt Robin Walker introducerade Valve dessa ytterligare hattar som ett indirekt sätt för Team Fortress 2-spelare att visa deras samhörighet med ett annat spel.
Det röda lagets Pyro, Tunga Artilleristen och Spion fungerar alla som en spelfigur i datorspelet Sonic & All-Stars Racing Transformed.
I juni 2013 hade Team Fortress 2:s första tv-reklam premiär under det första avsnittet i den femte säsongen av The Venture Bros. Reklamen visade upp kosmetiska föremål som kan användas av spelaren i spelet, och som skapades med hjälp av Adult Swim.

## Mottagande
| Mottagande | Mottagande                                                             |
| Samlingsbetyg | Samlingsbetyg                                                          |
| Tjänst | Betyg                                                                  |
| --- | ---------------------------------------------------------------------- |
| Metacritic | 92/100                                                                 |
| Recensionsbetyg |                                                                        |
| Publikation | Betyg                                                                  |
| 1UP.com | A                                                                      |
| Eurogamer | 9/10                                                                   |
| Gamespot | 8,5/10                                                                 |
| Gamespy | [ 166 ]                                                                |
| Gamesradar | [ 167 ]                                                                |
| IGN | 8,9/10                                                                 |
| PC Gamer US | 94 %                                                                   |
| Gamedaily | 9/10                                                                   |
| \| Utmärkelser \| Utmärkelser \| \| Publikation \| Utmärkelse \| \| ----------- \| -------------------------------------------------------------------------------- \| \| IGN \| Bästa konstnärliga design (2007)[168] \| \| 1UP.com \| Bästa flerspelarupplevelse (2007)[169] Bästa konstnärliga inriktning (2007)[169] \| \| Gamespy \| Årets bästa flerspelarspel (2007)[170][171] Mest unika konststil (2007)[172] \| |                                                                        |
| Utmärkelser |                                                                        |
| Publikation | Utmärkelse                                                             |
| IGN | Bästa konstnärliga design (2007)                                       |
| 1UP.com | Bästa flerspelarupplevelse (2007) Bästa konstnärliga inriktning (2007) |
| Gamespy | Årets bästa flerspelarspel (2007) Mest unika konststil (2007)          |

Team Fortress 2 blev kritikerrosat när det släpptes och fick flera utmärkelser. På samlingsbetygswebbsidan Metacritic fick spelet ett genomsnittligt betyg på 92 av 100. Många recensenter berömde den tecknade stilgrafiken och det lättsamma spelupplägget. Användning av klassernas personligheter och framträdanden imponerade ett antal kritiker, där PC Gamer UK sa att "hittills har flerspelarspel inte haft det". På samma sätt blev spellägena väl mottagna, där Gamepro tyckte att de fokuserade "på bara enkel rolighet". Flera recensenter berömde banan "Hydro" och Valves försök att skapa varierande spellägen för varje bana. Ytterligare beröm tilldelades till spelets bandesign, inställningar och samarbetsfrämjande. Team Fortress 2 har fått flera enskilda utmärkelser för sitt flerspelarläge och för sin grafiska stil. Som en del av The Orange Box har spelet också fått flera "årets spel"-utmärkelser.
Team Fortress 2 har däremot blivit något omtvistat för dess borttagning av klassernas specifika granater, en funktion som finns i tidigare Team Fortress. IGN uttryckte en viss besvikelse över detta, medan PC Gamer UK tyckte om detta och sa "granater har helt tagits bort, tack och lov". Spelet har också blivit kritiserat för en del andra saker, till exempel bristen på bottar (något som Valve införde senare i en uppdatering), svårighet för spelare att hitta runt på banor då det saknas en minikarta (en liten karta med aktuell position i hörnet av bildskärmen), samt att sjukvårdar-klassen har en väldigt passiv och upprepande karaktär. Sjukvårdaren har sedan dess blivit omarbetad av Valve, som har givit den nya vapen och förmågor.
I och med den stora uppdateringen "Gold Rush Update" i april 2008 har Valve lagt till ett system som möjliggör figuranpassning för varje klass genom nya vapen, vilka fortsatte att komma som nya objekt i efterföljande uppdateringar. En annan stor uppdatering är "Sniper vs. Spy Update" från april 2009, vilken introducerade kosmetiska föremål i spelet. Allt fler efterföljande uppdateringar har utvidgat antalet tillgängliga vapen, utrustningar, kosmetiska föremål och andra objekt, men också införandet av valfria mikrobetalningar som så småningom gjorde spelet gratis att spela. Sen dess har Team Fortress 2 ansetts vara ett av de första spelen som erbjuder spel som en tjänst, en funktion som blev allt vanligare under 2010-talet.